# The Lexicon of Love
Az 1982-es The Lexicon of Love az ABC angol new wave együttes kritikusok által elismert listavezető debütáló nagylemeze.
Egy koncepcióalbum, melyben az énekest szívfájdalom gyötri, ahogy megpróbál egy jelentőségteljes kapcsolatot építeni, de nem jár sikerrel. Az album szerepel az 1001 lemez, amit hallanod kell, mielőtt meghalsz című könyvben.
A Tears Are Not Enough, All of My Heart, Poison Arrow és The Look of Love (Part One) mind Top 20-as dalok voltak az Egyesült Királyságban, utóbbi kettő az Egyesült Államokban is felkerült a listákra: a 25., illetve a 14. helyig jutottak. Az album a brit albumlista élére került, míg Amerikában a 24. helyig jutott. 2004-ben egy két CD-s deluxe kiadás jelent meg demókkal és koncertfelvételekkel.

## Az album dalai
| 1. | Show Me              | ABC | 4:02 |
| 2. | Poison Arrow         | ABC | 3:24 |
| 3. | Many Happy Returns   | ABC | 3:56 |
| 4. | Tears Are Not Enough | ABC | 3:31 |
| 5. | Valentine's Day      | ABC | 3:42 |

| 1. | The Look of Love (Part One)  | ABC              | 3:26 |
| 2. | Date Stamp                   | ABC              | 3:51 |
| 3. | All of My Heart              | ABC              | 5:12 |
| 4. | 4 Ever 2 Gether              | ABC, Anne Dudley | 5:30 |
| 5. | The Look of Love (Part Four) | ABC              | 1:02 |

## Közreműködők
- Martin Fry – ének
- David Palmer – dob, ütőhangszerek
- Stephen Singleton – alt- és tenorszaxofon
- Mark White – gitár, billentyűk

### További zenészek
- Anne Dudley – billentyűk, hangszerelés
- Brad Lang – basszusgitár
- Mark Lickley – basszusgitár a Tears Are Not Enough, Poison Arrow és The Look of Love dalokon
- J. J. Jeczalik – a Fairlight programozója
- Kim Wear – trombita
- Andy Gray – harsona a Tears Are Not Enough-on
- Luis Jardim (tévesen Louis Jardin-ként jelölve a jegyzetek közt) – ütőhangszerek
- Tessa Webb – női ének a Date Stamp-en
- Gaynor Sadler – hárfa
- Karen Clayton – női beszéd a Poison Arrow-on

### Produkció
- Trevor Horn – producer
- Gary Langan – hangmérnök
- Gered Markowitz – fényképek a filmhez
- Paul Cox – fényképek az együttesről
- Pete Bill – borítókép
- Visible Inc. – design
- Neutron Records – design

## Fordítás
Ez a szócikk részben vagy egészben a The Lexicon of Love című angol Wikipédia-szócikk ezen változatának fordításán alapul.  Az eredeti cikk szerkesztőit annak laptörténete sorolja fel. Ez a jelzés csupán a megfogalmazás eredetét és a szerzői jogokat jelzi, nem szolgál a cikkben szereplő információk forrásmegjelöléseként.